# Bệnh Haff

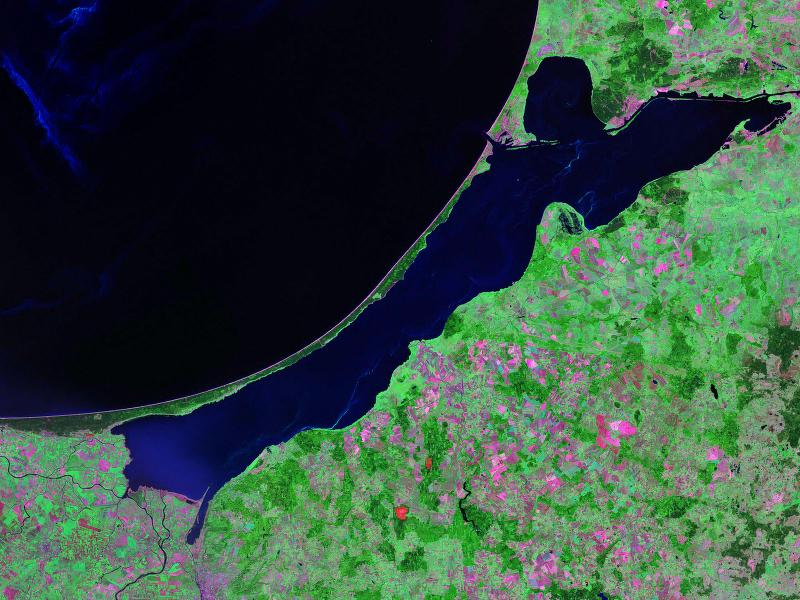
Ảnh vệ tinh của Phá Vistula, được biết đến trước đây như Frisches Haff. Bệnh Haff lần đầu tiên được mô tả ở vị trí của Königsberg.

Bệnh Haff (tiếng Đức: Haffkrankheit) là sự phát triển của tiêu cơ vân (sưng và vỡ cơ xương, có nguy cơ bị suy thận cấp tính) trong vòng 24 giờ sau khi ăn cá.

## Lịch sử
Bệnh được mô tả lần đầu tiên vào năm 1924 ở vùng lân cận Königsberg, Đức (nay là Kaliningrad, Nga) trên bờ biển Baltic, ở những người sống quanh khu vực phía bắc của Vistula Lagoon (tiếng Đức: Frisches Haff).
Trong mười lăm năm sau đó, khoảng 1000 trường hợp đã được báo cáo ở người, chim và mèo, thường là vào mùa hè và mùa thu, và có liên kết giữa bệnh với việc ăn cá (burbot, lươn và pike). Kể từ thời điểm đó, chỉ có các báo cáo không thường xuyên xuất hiện về tình trạng này, chủ yếu là từ Liên Xô và Đức.
Năm 1997, sáu trường hợp mắc bệnh Haff đã được báo cáo ở California và Missouri, tất cả sau khi ăn cá trâu (Ictiobus cyprinellus).
Vào tháng 7 và tháng 8 năm 2010, hàng chục người mắc bệnh tiêu cơ vân sau khi ăn cá Procambarus clarkii ở Nam Kinh, Trung Quốc. Một tháng sau, chính quyền Trung Quốc tuyên bố họ là nạn nhân của bệnh Haff.
Một vụ dịch đã được báo cáo tại Brooklyn, New York vào ngày 18 tháng 11 năm 2011, khi hai thành viên trong gia đình bị mắc hội chứng này sau khi ăn cá trâu. Vào ngày 4 tháng 2 năm 2014, hai trường hợp mắc bệnh Haff đã được báo cáo tại Hạt Cook, Illinois sau khi ăn cá trâu.